# Желю Добрев
Желю Добрев Желев е български доцент, политик, кандидат-член на Централния комитет на Българската комунистическа партия.

## Биография
Роден е през 1940 г. добричкото село Карлъбейкьой известно в по-ново време като село Преспа, близо до гр. Балчик и Каварна.
Завършва Висшата селскостопанска академия в София.
След това започва работа като главен специалист в ТКЗС. Бил е заместник председател на Окръжния народен съвет в Толбухин - днешен Добрич, както и секретар на Окръжния комитет на БКП в Добрич, отговарящ за селското стопанство.
От декември 1986 до 1989 е председател на асоциация Националния аграрно-промишлен съюз който по това време е доброволен съюз на самоуправляващите се селскостопански организации. От декември 1988 до март 1990 е заместник министър на земеделието и горите.
 В периода 4 юли 1981 – 1990 г. е кандидат-член на ЦК на БКП. Носител е на различни висши държавни отличия.
След 1990 г. е генерален директор на НПО по птицевъдство. През 2000 г. става председател на Управителния съвет на българо-руската търговско промишлена палата на обществени начала.
Умира на 15 октомври 2016 г. в София.